# Китай на зимних Олимпийских играх 1980
Китайская народная республика участвовала в зимних Олимпийских играх 1980, впервые в своей истории приняв участие в зимней Олимпиаде, но не завоевала ни одной медали. 

## Результаты соревнований

### Биатлон
Спортсменов — 5
Мужчины
| Соревнование               | Спортсмены                                    | Стрельба   | Время      | Отставание | Место |
| -------------------------- | --------------------------------------------- | ---------- | ---------- | ---------- | ----- |
| спринт 10 км               | Сун Юнцзюнь                                   | 0+3        | 38:37,19   | +2:09,7    | 41    |
| спринт 10 км               | Ли Сяомин                                     | 2+5        | 41:17,01   | +9:06,32   | DSQ   |
| спринт 10 км               | Хань Цзиньсо                                  | 2+4        | 44:06,85   | +11:56,16  | 46    |
| индивидуальная гонка 20 км | Ин Чжэньшань                                  | 3+5+3+2    | 1:28:47,00 | +20:30,69  | 44    |
| индивидуальная гонка 20 км | Ван Юмьцзе                                    | 2+2+6+6    | 1:33:49,77 | +25:33,46  | 46    |
| эстафета 4×7,5 км          | Сун Юнцзюнь Ин Чжэньшань Ли Сяомин Ван Юмьцзе | 4+12+10+14 | 2:01:33,36 | +27:30,09  | 14    |

### Горнолыжный спорт
Спортсменов — 2
Мужчины
| Соревнование      | Спортсмен | 1 спуск | 1 спуск | 2 спуск | 2 спуск | Всего   | Отставание | Место |
| Соревнование      | Спортсмен | Время   | Место   | Время   | Место   | Всего   | Отставание | Место |
| ----------------- | --------- | ------- | ------- | ------- | ------- | ------- | ---------- | ----- |
| слалом            | Пяо Дунъи | 1:10,89 | 40      | 1:10,71 | 34      | 2:21,60 | +37,34     | 34    |
| гигантский слалом | Пяо Дунъи | 1:38,38 | 58      | 1:44,62 | 52      | 3:23,00 | +42,26     | 50    |

Женщины
| Соревнование      | Спортсменка  | 1 спуск | 1 спуск | 2 спуск | 2 спуск | Всего   | Отставание | Место |
| Соревнование      | Спортсменка  | Время   | Место   | Время   | Место   | Всего   | Отставание | Место |
| ----------------- | ------------ | ------- | ------- | ------- | ------- | ------- | ---------- | ----- |
| слалом            | Ван Гуйчжэнь | 59,26   | 24      | 59,75   | 18      | 1:59,01 | +33,92     | 18    |
| гигантский слалом | Ван Гуйчжэнь | 1:32,41 | 39      | 2:12,18 | 35      | 3:44,59 | +1:02,93   | 35    |

### Конькобежный спорт
Спортсменов — 13
Мужчины
| Дистанция   | Спортсмены   | Результат | Отставание | Место |
| ----------- | ------------ | --------- | ---------- | ----- |
| 500 метров  | Ван Няньчунь | 39,73     | +1,70      | 23    |
| 500 метров  | Чжао Вэйчан  | 41,18     | +3,15      | 31    |
| 500 метров  | Су Хэ        | 41,26     | +3,23      | 33    |
| 1000 метров | Чжао Вэйчан  | 1:20,97   | +5,79      | 24    |
| 1000 метров | Ли Хучунь    | 1:22,10   | +6,92      | 32    |
| 1000 метров | Ван Няньчунь | 1:24,20   | +9,02      | 36    |
| 1500 метров | Чжао Вэйчан  | 2:05,48   | +10,04     | 25    |
| 1500 метров | Го Чэнцзян   | 2:08,33   | +12,89     | 29    |
| 1500 метров | Ли Хучунь    | 2:10,00   | +14,56     | 30    |

Женщины
| Соревнование | Спортсменки  | Результат | Отставание | Место |
| ------------ | ------------ | --------- | ---------- | ----- |
| 500 метров   | Цао Гуйфэн   | 44,43     | +2,66      | 21    |
| 500 метров   | Шэнь Гоцинь  | 45,03     | +3,25      | 27    |
| 500 метров   | Ван Лимэй    | 45,57     | +3,79      | 29    |
| 1000 метров  | Цао Гуйфэн   | 1:31,74   | +7,64      | 27    |
| 1000 метров  | Чжан Ли      | 1:32,20   | +8,10      | 31    |
| 1000 метров  | Шэнь Чжэньшу | 1:32,49   | +8,39      | 32    |
| 1500 метров  | Кун Мэйюй    | 2:22,48   | +11,53     | 27    |
| 1500 метров  | Чэнь Шухуа   | 2:29,48   | +18,53     | 29    |
| 1500 метров  | Шэнь Гоцинь  | 2:41,99   | +31,04     | 30    |
| 3000 метров  | Кун Мэйюй    | 5:08,90   | +36,77     | 27    |
| 3000 метров  | Пяо Мэйцзи   | 5:19,07   | +46,94     | 28    |

### Лыжные гонки
Спортсменов — 2
Мужчины
| Соревнование | Спортсмен   | Результат | Отставание | Место |
| ------------ | ----------- | --------- | ---------- | ----- |
| 15 км        | Линь Гуанхо | 48:38,36  | +6:40,73   | 50    |

Женщины
| Соревнование | Спортсменка | Результат | Отставание | Место |
| ------------ | ----------- | --------- | ---------- | ----- |
| 5 км         | Жэнь Гуйпин | 19:01,74  | +3:54,82   | 38    |
| 10 км        | Жэнь Гуйпин | 38:23,45  | +7:51,91   | 38    |

### Фигурное катание
Спортсменов — 2
| Соревнование              | Спортсмены  | CF | FS | Баллы | Сумма баллов | Сумма мест | Место |
| ------------------------- | ----------- | -- | -- | ----- | ------------ | ---------- | ----- |
| мужское одиночное катание | Сюй Чжаосяо | 17 | 16 | 16    | 117,16       | 144        | 16    |
| женское одиночное катание | Чжэнхуа Бао | 22 | 21 | 20    | 126,96       | 191        | 22    |